# Dalešice (ort i Tjeckien, Vysočina)
Dalešice är en köping i Tjeckien.   Den ligger i regionen Vysočina, i den sydöstra delen av landet, 160 km sydost om huvudstaden Prag. Dalešice ligger 400 meter över havet och antalet invånare är 580.
Terrängen runt Dalešice är platt. Runt Dalešice är det ganska glesbefolkat, med 38 invånare per kvadratkilometer. Närmaste större samhälle är Třebíč, 17,4 km nordväst om Dalešice. Trakten runt Dalešice består till största delen av jordbruksmark.